# سعدان ليلي سبيكس
سعدان ليلي سبيكس ؛ سعدان سبيكس الليلي (الأسم العلمي:Aotus vociferans) يُعرف أيضًا باسم سعدان ليلي كولومبي رمادي وسعدان ليلي الصاخب وسعدان البومة سبيكس، هي قرود ليلة تقطن أمريكا الجنوبية في البرازيل وكولومبيا والإكوادور وبيرو.
سعدان ليلي سبيكس وهو نوع من أنواع القرود الصغيرة الحجم وعادة ما يكون وزنه حوالي كيلوغرام واحد. ينتمي إلى جنس القرود الليلية من الرئيسيات (الأتوس). هذا النوع من القرود يمكن أن يقفز إلى مسافات طويلة بسبب وجود أذرع أطول من الأرجل. يبلغ متوسط ارتفاع القرد 0.5 متر.
السلوك الاجتماعي ليكن ضمن مجموعة. تتكون هذه المجموعات عادة من أزواج وذريتهم. هذا النوع لديه نظام التزاوج أحادي. بعد ولادة النسل، يصبح الأب هو القائم بأعمال الرعاية، ولا يتخلى عن النسل حتى إلا عند الرضاعة. عادةً ما يظل النسل مع مجموعته منذ الولادة وحتى يبلغ من العمر سنتين ونصف إلى ثلاث سنوات ونصف. باستثناءً بعض الحالات - إذا لم تكن للذكور موجودة لأي سبب (عادةً ما يكون سبب الوفاة فقط)، فيجوز للذرية البقاء مع مجموعة ميلادها لمدة اثني عشر أسبوعًا فقط حتى عمر المغادرة الطبيعي. الاستمالة الاجتماعية في هذا النوع من القرود أمر شائع.
ينتقل هذا النوع عبر الغابة من خلال التأرجح بين الفروع الأفقية ويستخدم جميع الأطراف الأربعة للاستيلاء على الفروع. قد يقفزون أيضًا من شجرة إلى أخرى.
يتواصل هذا النوع من خلال الصوت والبصر والشم واللمس. النداءات، هذا القرد له أصوات مختلفة في المواقف المختلفة. لزعزعة المفترس المحتمل فإن القرد الليلي «يصرخ»، ويصدر صيحة عالية النبرة. تستخدم هذه القرود استنشاق لتقييم شركاء تربية المحتملة. سيقومون أيضًا بالتبول على أيديهم ثم فركها على أسطح مختلفة لإظهار الانجذاب الجنسي. الذكور العدوانية عادة ما تقوس ظهورهم مع تقويم جميع أطرافهم. عندما يكون هناك حيوان مفترس، يتأرجح القرد الليلي من جانب إلى آخر لمحاولة ردع المفترس. يتم استخدام لدغة الرفض كاتصال عن طريق اللمس بين الأم والذرية بعد الرضاعة أو بعد حوالي أسبوع من العمر، وتستخدم عندما يكون الاتصال غير مرحب به. يستخدم الأب ونسله أيضًا لدغة عندما يصل النسل إلى حوالي 8 أسابيع عندما يكون الاتصال غير مرحب به.